# 柳比梅
47°52′33″N 39°27′57″E / 47.87583°N 39.46583°E
柳比梅（烏克蘭語：Любиме）是位於烏克蘭東部的村莊，由盧甘斯克州多夫然斯克區的多夫然斯克市鎮負責管轄。該村始建於1954年，面積17.2平方公里，海拔高度190米，2001年人口241，人口密度每平方公里14人。